# 阿羅夏河
阿羅夏河是意大利的河流，位於該國北部利古里亞大區，河道全長38公里，流域面積237平方公里，平均流量每秒4.33立方米，最終在阿爾本加注入琴塔河。
44°03′N 8°11′E / 44.050°N 8.183°E